# Silex

SilexはSymfonyコンポーネントを元に実装された、PHP言語でWebアプリケーションを開発するためのマイクロフレームワークである。Symfony の成果物であるHttpKernel等の各種パッケージ、依存性注入を行うためのシンプルなDIコンテナ pimple 等で構成されている。また、Ruby向けマイクロフレームワークである sinatra の影響も受けている。
2018年6月に開発の継続およびサポートが終了した。

## 特徴
Silexは標準でデータベースアクセス接続 Doctrine DBAL の為の、DoctrineServiceProvider 、Twigテンプレートエンジンを利用するための TwigServiceProvider 、PSR-3に準拠したログ出力機構 monolog を利用するための MonologServiceProvider など、フレームワークとしての各種機能をサービスプロバイダという形で提供している。これらを実際に利用する際は、必要な機能について Composer によるパッケージ依存解決を行い、Composerが必要となるパッケージのインストール、オートローディングを行う。

## 実行例
以下にアプリケーションのルートへアクセスした際に「Hello World!」という文字列を表示する例を掲載する。
```
require_once
 
__DIR__
 
.
 
'/../vendor/autoload.php'
;

$app
 
=
 
new
 
Silex\Application
();

$app
->
get
(
'/'
,
 
function
()
 
use
(
$app
)
 
{

    
return
 
'Hello World!'
;

});

$app
->
run
();

```

この例で登場する $app 内に収められたオブジェクトがDIコンテナとして機能している。